# Gimnàstica als Jocs Olímpics d'Estiu de 2024
Les competicions de gimnàstica dels Jocs Olímpics d'estiu de París de 2024 es van disputar en tres categories: gimnàstica artística, gimnàstica rítmica i trampolí. Les competicions d'artística (del 27 de juliol al 5 d'agost) i de trampolí (2 d'agost) van tenir lloc al Palau Bercy, amb la competició rítmica a l'Arena Porte de La Chapelle del 8 al 10 d'agost.

## Qualificació
El camí de qualificació per als Jocs Olímpics d'estiu de 2024 es simplifica i es modifica significativament respecte als de 2020. A la competició artística per equips, podran participar un màxim de cinc gimnastes en contraposició als quatre per equip i dos individuals que competien a Tòquio 2020. Els tres equips que van acabar al podi es van classificar per als Jocs Olímpics a través del Campionat Mundial de Gimnàstica Artística de Liverpool de 2022 amb una gran proporció de places distribuïdes a la mateixa reunió a Anvers, Bèlgica l'any següent. La sèrie de la Copa del Món de 2024 també va donar als gimnastes l'oportunitat d'aconseguir plaça a través de les finals per aparells.
En gimnàstica rítmica, el Campionat del Món de 2022, celebrats del 14 al 18 de setembre a Sofia, Bulgària, van veure com medallistes individuals i grupals obtenien les seves places a París. La majoria de places es van assignar a la mateixa trobada a València, Espanya, l'any següent, amb catorze gimnastes individuals i cinc nacions de tots els continents competint per la classificació.
La meitat de les places classificatòries de trampolí es van atorgar als gimnastes millor classificats al Campionat del Món de Birmingham de 2023, la majoria provinents de la sèrie de la Copa del Món 2023-2024. En totes les disciplines de gimnàstica, les places restants es van oferir als gimnastes que lluitaven per la classificació a les seves respectives trobades continentals.

## Nacions participants
Hi ha 54 nacions participants:
 
- AIN 3
- Alemanya 16
- Algèria 1
- Armènia 2
- Austràlia 12
- Àustria 2
- Azerbaidjan 7
- Bèlgica 5
- Brasil 15
- Bulgària 9
- Canadà 11
- Colòmbia 3
- Corea del Nord 1
- Corea del Sud 8
- Croàcia 2
- Egipte 10
- Eslovènia 2
- Espanya 17
- Estats Units 13
- Filipines 4
- França 14 (amfitrió)
- Geòrgia 1
- Grècia 1
- Haití 1
- Hong Kong 1
- Hongria 5
- Indonèsia 1
- Iran 1
- Irlanda 1
- Israel 8
- Itàlia 17
- Japó 12
- Jordània 1
- Kazakhstan 4
- Laos 1
- Lituània 1
- Mèxic 8
- Nova Zelanda 3
- Països Baixos 10
- Panamà 1
- Portugal 2
- Regne Unit 13
- República Dominicana 1
- Romania 7
- Síria 1
- Sud-àfrica 1
- Suïssa 6
- Turquia 5
- Txèquia 1
- Ucraïna 12
- Uzbekistan 3
- R.P. de la Xina 20
- Xina Taipei 2
- Xipre 2

## Calendari
| Gimnàstica als Jocs Olímpics d'Estiu de 2020 | Gimnàstica als Jocs Olímpics d'Estiu de 2020 | Gimnàstica als Jocs Olímpics d'Estiu de 2020 | Gimnàstica als Jocs Olímpics d'Estiu de 2020 | Gimnàstica als Jocs Olímpics d'Estiu de 2020 | Gimnàstica als Jocs Olímpics d'Estiu de 2020 | Gimnàstica als Jocs Olímpics d'Estiu de 2020 | Gimnàstica als Jocs Olímpics d'Estiu de 2020 | Gimnàstica als Jocs Olímpics d'Estiu de 2020 | Gimnàstica als Jocs Olímpics d'Estiu de 2020 | Gimnàstica als Jocs Olímpics d'Estiu de 2020 | Gimnàstica als Jocs Olímpics d'Estiu de 2020 | Gimnàstica als Jocs Olímpics d'Estiu de 2020 | Gimnàstica als Jocs Olímpics d'Estiu de 2020 | Gimnàstica als Jocs Olímpics d'Estiu de 2020 |
| Esveniment ↓ / Data →                        | Ds 27                                        | Dg 28                                        | Dl 29                                        | Dt 30                                        | Dc 31                                        | Dj 1                                         | Dv 2                                         | Dv 2                                         | Ds 3                                         | Dg 4                                         | Dl 5                                         | Dj 8                                         | Dv 9                                         | Ds 10                                        |
| -------------------------------------------- | -------------------------------------------- | -------------------------------------------- | -------------------------------------------- | -------------------------------------------- | -------------------------------------------- | -------------------------------------------- | -------------------------------------------- | -------------------------------------------- | -------------------------------------------- | -------------------------------------------- | -------------------------------------------- | -------------------------------------------- | -------------------------------------------- | -------------------------------------------- |
| Artística                                    |                                              |                                              |                                              |                                              |                                              |                                              |                                              |                                              |                                              |                                              |                                              |                                              |                                              |                                              |
| Exercici complet per equip masculí           | Q                                            |                                              | F                                            |                                              |                                              |                                              |                                              |                                              |                                              |                                              |                                              |                                              |                                              |                                              |
| Exercici complet individual masculí          | Q                                            |                                              |                                              |                                              | F                                            |                                              |                                              |                                              |                                              |                                              |                                              |                                              |                                              |                                              |
| Exercici de terra masculí                    | Q                                            |                                              |                                              |                                              |                                              |                                              |                                              |                                              | F                                            |                                              |                                              |                                              |                                              |                                              |
| Cavall amb arcs                              | Q                                            |                                              |                                              |                                              |                                              |                                              |                                              |                                              | F                                            |                                              |                                              |                                              |                                              |                                              |
| Anelles                                      | Q                                            |                                              |                                              |                                              |                                              |                                              |                                              |                                              |                                              | F                                            |                                              |                                              |                                              |                                              |
| Salt sobre cavall masculí                    | Q                                            |                                              |                                              |                                              |                                              |                                              |                                              |                                              |                                              | F                                            |                                              |                                              |                                              |                                              |
| Barres paral·leles                           | Q                                            |                                              |                                              |                                              |                                              |                                              |                                              |                                              |                                              |                                              | F                                            |                                              |                                              |                                              |
| Barra fixa                                   | Q                                            |                                              |                                              |                                              |                                              |                                              |                                              |                                              |                                              |                                              | F                                            |                                              |                                              |                                              |
| Exercici complet per equip femení            |                                              | Q                                            |                                              | F                                            |                                              |                                              |                                              |                                              |                                              |                                              |                                              |                                              |                                              |                                              |
| Exercici complet per individual femení       |                                              | Q                                            |                                              |                                              |                                              | F                                            |                                              |                                              |                                              |                                              |                                              |                                              |                                              |                                              |
| Salt sobre cavall femení                     |                                              | Q                                            |                                              |                                              |                                              |                                              |                                              |                                              | F                                            |                                              |                                              |                                              |                                              |                                              |
| Barres asimètriques                          |                                              | Q                                            |                                              |                                              |                                              |                                              |                                              |                                              |                                              | F                                            |                                              |                                              |                                              |                                              |
| Barra d'equilibri                            |                                              | Q                                            |                                              |                                              |                                              |                                              |                                              |                                              |                                              |                                              | F                                            |                                              |                                              |                                              |
| Exercici de terra femení                     |                                              | Q                                            |                                              |                                              |                                              |                                              |                                              |                                              |                                              |                                              | F                                            |                                              |                                              |                                              |
| Rítmica                                      |                                              |                                              |                                              |                                              |                                              |                                              |                                              |                                              |                                              |                                              |                                              |                                              |                                              |                                              |
| Exercici complet per equip femení            |                                              |                                              |                                              |                                              |                                              |                                              |                                              |                                              |                                              |                                              |                                              |                                              | Q                                            | F                                            |
| Exercici complet individual femení           |                                              |                                              |                                              |                                              |                                              |                                              |                                              |                                              |                                              |                                              |                                              | Q                                            | F                                            |                                              |
| Trampolí                                     |                                              |                                              |                                              |                                              |                                              |                                              |                                              |                                              |                                              |                                              |                                              |                                              |                                              |                                              |
| Trampolí masculí                             |                                              |                                              |                                              |                                              |                                              |                                              | Q                                            | F                                            |                                              |                                              |                                              |                                              |                                              |                                              |
| Trampolí femení                              |                                              |                                              |                                              |                                              |                                              |                                              | Q                                            | F                                            |                                              |                                              |                                              |                                              |                                              |                                              |

## Podis

### Gimnàstica artística

#### Homes
| Prova                      | Or                                                                                    | Or      | Plata                                                                           | Plata   | Bronze                                                                                | Bronze  |
| Concurs per equips detalls | JapóDaiki Hashimoto · Kazuma Kaya · Shinnosuke Oka · Takaaki Sugino · Wataru Tanigawa | 259,594 | R.P. de la XinaLiu Yang · Su Weide · Xiao Ruoteng · Zhang Boheng · Zou Jingyuan | 259,062 | Estats UnitsAsher Hong · Paul Juda · Brody Malone · Stephen Nedoroscik · Fred Richard | 257,793 |
| Concurs individual detalls | Shinnosuke Oka (JPN)                                                                  | 86,832  | Zhang Boheng (CHN)                                                              | 86,599  | Xiao Ruoteng (CHN)                                                                    | 86,364  |
| Exercici de terra detalls  | Carlos Yulo (PHI)                                                                     | 15,000  | Artem Dolgopyat (ISR)                                                           | 14,966  | Jake Jarman (GBR)                                                                     | 14,933  |
| Cavall amb arcs detalls    | Rhys McClenaghan (IRL)                                                                | 15,533  | Nariman Kurbanov (KAZ)                                                          | 15,433  | Stephen Nedoroscik (USA)                                                              | 15,300  |
| Anelles detalls            | Liu Yang (CHN)                                                                        | 15,300  | Zou Jingyuan (CHN)                                                              | 15,233  | Eleftherios Petrounias (GRE)                                                          | 15,100  |
| Salt sobre cavall detalls  | Carlos Yulo (PHI)                                                                     | 15,116  | Artur Davtyan (ARM)                                                             | 14,966  | Harry Hepworth (GBR)                                                                  | 14,949  |
| Barres paral·leles detalls | Zou Jingyuan (CHN)                                                                    | 16,200  | Illia Kovtun (UKR)                                                              | 15,500  | Shinnosuke Oka (JPN)                                                                  | 15,300  |
| Barra fixa detalls         | Shinnosuke Oka (JPN)                                                                  | 14,533  | Ángel Barajas (COL)                                                             | 14,533  | Zhang Boheng (CHN) · Tang Chia-hung (TPE)                                             | 13,966  |

#### Dones
| Prova                       | Or                                                                                | Or      | Plata                                                                                 | Plata   | Bronze                                                                                 | Bronze  |
| Concurs per equip detalls   | Estats UnitsSimone Biles · Jade Carey · Jordan Chiles · Sunisa Lee · Hezly Rivera | 171,296 | ItàliaAngela Andreoli · Alice D'Amato · Manila Esposito · Elisa Iorio · Giorgia Villa | 165,494 | BrasilRebeca Andrade · Jade Barbosa · Lorrane Oliveira · Flávia Saraiva · Júlia Soares | 164,497 |
| Concurs individual detalls  | Simone Biles (USA)                                                                | 59,131  | Rebeca Andrade (BRA)                                                                  | 57,932  | Sunisa Lee (USA)                                                                       | 56,465  |
| Salt sobre cavall detalls   | Simone Biles (USA)                                                                | 15,300  | Rebeca Andrade (BRA)                                                                  | 14,966  | Jade Carey (USA)                                                                       | 14,466  |
| Barres asimètriques detalls | Kaylia Nemour (ALG)                                                               | 15,700  | Qiu Qiyuan (CHN)                                                                      | 15,500  | Sunisa Lee (USA)                                                                       | 14,800  |
| Barra d'equilibri detalls   | Alice D'Amato (ITA)                                                               | 14,366  | Zhou Yaqin (CHN)                                                                      | 14,100  | Manila Esposito (ITA)                                                                  | 14,100  |
| Exercici de terra detalls   | Rebeca Andrade (BRA)                                                              | 14,166  | Simone Biles (USA)                                                                    | 14,133  | Ana Bărbosu (USA)                                                                      | 13,766  |

### Gimnàstica en trampolí
| Prova              | Or                     | Or     | Plata                         | Plata  | Bronze                | Bronze |
| Homes              |                        |        |                               |        |                       |        |
| Individual detalls | Ivan Litvinovitx (AIN) | 63,090 | Wang Zisai (CHN)              | 61,890 | Yan Langyu (CHN)      | 60,950 |
| Dones              |                        |        |                               |        |                       |        |
| Individual detalls | Bryony Page (GBR)      | 56,480 | Viialeta Bardzilouskaia (AIN) | 56,060 | Sophiane Méthot (CAN) | 55,650 |

### Gimnàstica rítmica

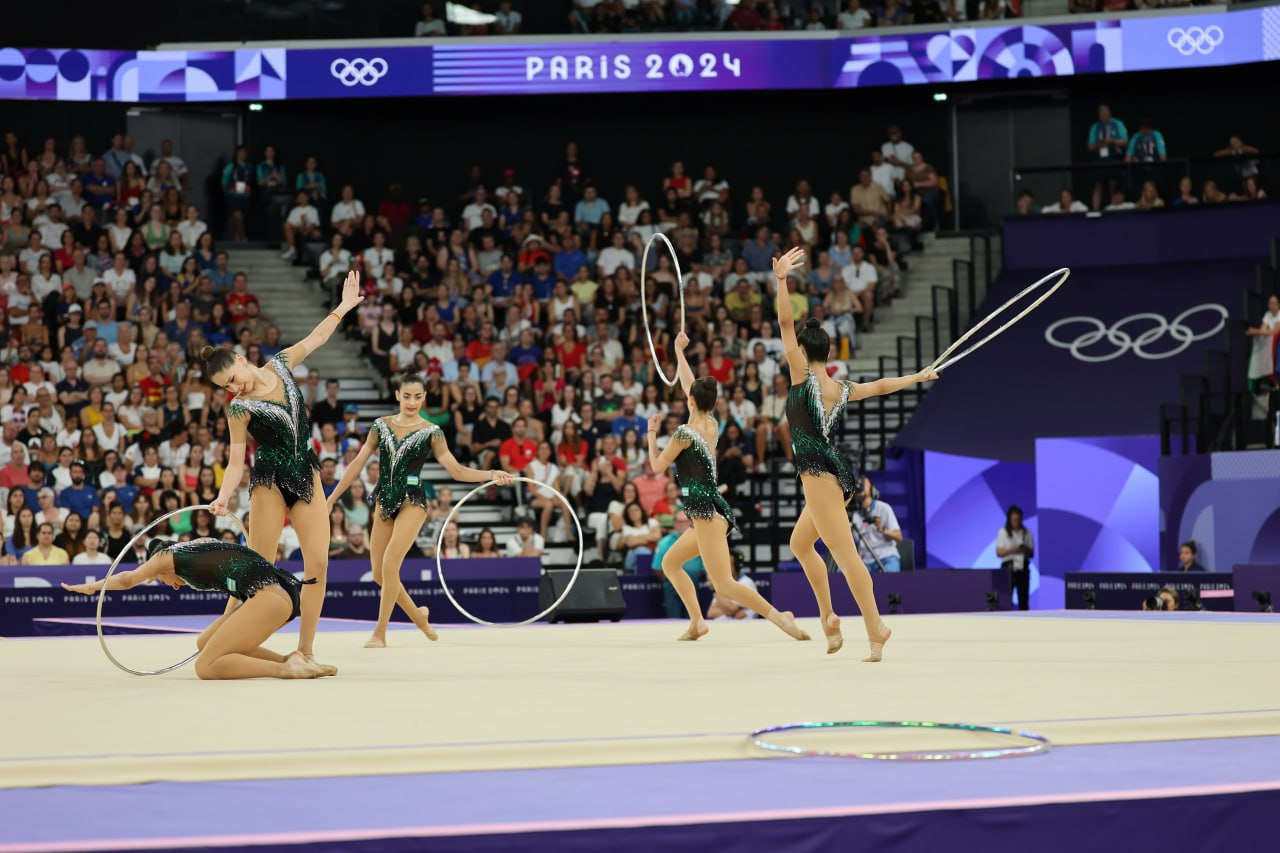
Equip uzbek de rítmica, a l'Arena Porte de La Chapelle.

| Prova                             | Or                                                                                  | Or      | Plata                                                                               | Plata   | Bronze                                                                                        | Bronze  |
| Individual detalls                | Darja Varfolomeev (GER)                                                             | 142,850 | Boryana Kaleyn (BUL)                                                                | 140,600 | Sofia Raffaeli (ITA)                                                                          | 136,300 |
| Concurs complet per equip detalls | R.P. de la XinaGuo Qiqi · Hao Ting · Huang Zhangjiayang · Wang Lanjing · Ding Xinyi | 69,800  | IsraelOfir Shaham · Diana Svertsov · Adar Friedmann · Romi Paritzki · Shani Bakanov | 68,850  | ItàliaAlessia Maurelli · Martina Centofanti · Agnese Duranti · Daniela Mogurean · Laura Paris | 68,100  |

## Medaller
| Posició | País                | Or | Plata | Bronze | Total |
| 1       | R.P. de la Xina     | 3  | 6     | 3      | 12    |
| 2       | Estats Units        | 3  | 1     | 5      | 9     |
| 2       | Japó                | 3  | 0     | 1      | 4     |
| 4       | Filipines           | 2  | 0     | 0      | 2     |
| 5       | Brasil              | 1  | 2     | 1      | 4     |
| 6       | Itàlia              | 1  | 1     | 3      | 5     |
| [ b ]   | Atletes Individuals | 1  | 1     | 0      | 2     |
| 7       | Regne Unit          | 1  | 0     | 2      | 3     |
| 8       | Alemanya            | 1  | 0     | 0      | 1     |
| 8       | Algèria             | 1  | 0     | 0      | 1     |
| 8       | Irlanda             | 1  | 0     | 0      | 1     |
| 11      | Israel              | 0  | 2     | 0      | 2     |
| 12      | Armènia             | 0  | 1     | 0      | 1     |
| 12      | Bulgària            | 0  | 1     | 0      | 1     |
| 12      | Colòmbia            | 0  | 1     | 0      | 1     |
| 12      | Kazakhstan          | 0  | 1     | 0      | 1     |
| 12      | Ucraïna             | 0  | 1     | 0      | 1     |
| 16      | Canadà              | 0  | 0     | 1      | 1     |
| 16      | Grècia              | 0  | 0     | 1      | 1     |
| 16      | Romania             | 0  | 0     | 1      | 1     |
| 16      | Xina Taipei         | 0  | 0     | 1      | 1     |
| Total   | Total               | 18 | 18    | 19     | 55    |